# Lithiumdi-isopropylamide
Lithiumdi-isopropylamide of LDA is het lithiumzout van di-isopropylamine en heeft als brutoformule C6H14LiN. Het is een klassieke organische base. De stof komt voor als een wit poeder met een indringende geur, die hevig reageert met water. Het is goed oplosbaar in niet-polaire organische oplosmiddelen, zoals alkanen, di-ethylether en tolueen. LDA wordt, door zijn extreem hoge zuurconstante (pKa = 36) en hoge corrosiviteit, geklasseerd als een superbase. Het wordt in deze context gebruikt in de organische chemie als deprotonerings-reagens voor zwakke zuren. De stof is niet pyrofoor, maar wel licht-ontvlambaar.

## Synthese
LDA wordt doorgaans niet van de chemicaliënhandel betrokken, maar kort voor gebruik in het laboratorium  gesynthetiseerd door behandeling van een gekoelde THF-oplossing van di-isopropylamine met n-butyllithium. Voor de bereiding van het LDA is de koeling niet noodzakelijk, maar doorgaans is dat wel het geval met de reactie ten behoeve waarvan het LDA gemaakt wordt.

## Structuur en eigenschappen
Lithiumdi-isopropylamide heeft een pKa-waarde van 36, waardoor het uitermate geschikt is voor de deprotonering van de meeste voorkomende carbonzuren, alcoholen en carbonylverbindingen (esters, aldehyden en ketonen). In een THF-oplossing bestaat de stof als een dimeer-complex, waarin de lithium-kationen gecoördineerd zitten met de zuurstof uit THF. LDA wordt vaak gebruikt als het gebruik van n-butyllithium te veel zijreacties zou opleveren (bijvoorbeeld de nucleofiele additie aan een carbonylverbinding).